# Parczelina
Parczelina (Ptelea L.) – rodzaj roślin z rodziny rutowatych. Obejmuje we współczesnych ujęciach trzy gatunki, ale w przeszłości wyróżniano ich w obrębie rodzaju 11 do ponad 60 (przyczyną była duża zmienność gatunku parczelina trójlistkowa P. trifoliata). Rośliny te występują we wschodniej Kanadzie, w Stanach Zjednoczonych (z wyjątkiem północno-zachodniej ich części) oraz w północnym i środkowym Meksyku. Rosną w lasach i kanionach.
Parczelina trójlistkowa jest popularnie uprawianym gatunkiem ozdobnym (rzadziej inne gatunki), do szczególnie cenionych należy jej żółtolistna odmiana 'Aurea'. Owoce tego gatunku były wykorzystywane przez przybywających do Ameryki Europejczyków jako lokalny substytut chmielu podczas warzenia piwa. Rośliny zawierają alkaloidy o właściwościach przeciwgrzybicznych.

## Morfologia

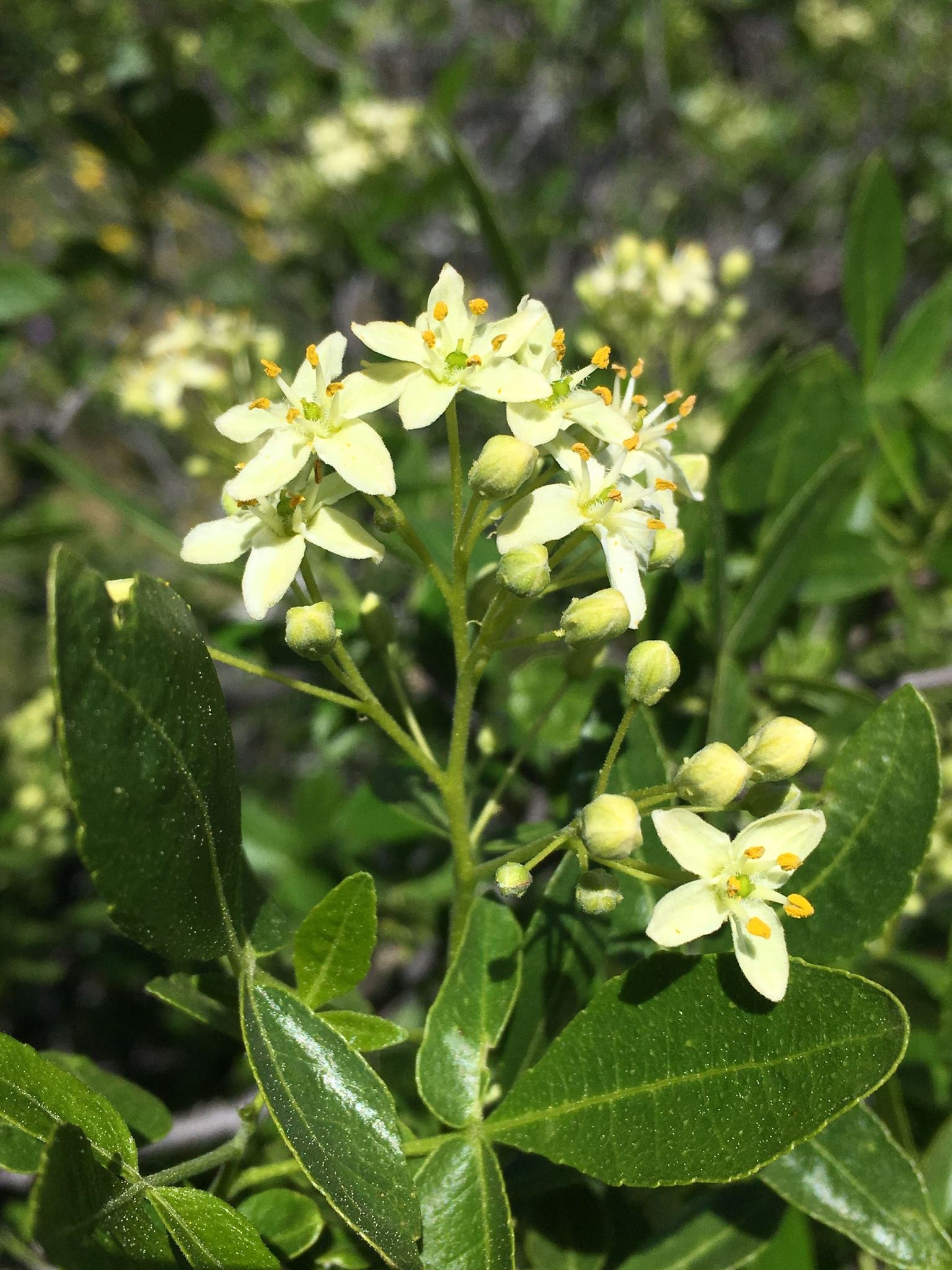
Ptelea crenulata

PokrójKrzewy i małe drzewa osiągające do 8 m wysokości, o pędach pozbawionych kolców.
LiścieSkrętoległe, sezonowe, zwykle trójlistkowe, czasem z czterema lub pięcioma listkami. Znajdują się w nich gruczołki wytwarzające olejki eteryczne, które po roztarciu wydzielają charakterystyczny zapach. Jesienią liście przebarwiają się na złoto.
KwiatyJednopłciowe, zielonkawe lub białe, niewielkie, zebrane są w baldachogrona, czasem zredukowane do kilku lub pojedynczych kwiatów. Wszystkie okółki kwiatów cztero- lub pięciokrotne, z wyjątkiem zalążni tworzonej zwykle z dwóch, rzadziej trzech owocolistków. Działki kielicha drobne i odpadające. Płatki korony szeroko rozpostarte. Nitki pręcików owłosione od strony wewnętrznej. Pylniki owalne, krótsze od nitek. Górna zalążnia jest owłosiona i bocznie spłaszczona. Szyjka słupka jest krótka i cienka, zwieńczona główkowatym, choć zwykle też nieco rozwidlonym znamieniem.
OwoceDwunasienny, spłaszczony skrzydlak otoczony wkoło szerokim skrzydełkiem. U P. aptera owocem jest nieoskrzydlona torebka.

## Systematyka
Rośliny tu zaliczane są bardzo zmienne i opisano ich nawet ponad 60 gatunków. Współcześnie akceptuje się trzy gatunki z bardzo zmienną parczeliną trójlistkową P. trifoliata, w której obrębie wyróżnia się 5 podgatunków i 11 odmian, przy czym częstokroć występują także okazy o cechach pośrednich.
Pozycja systematyczna
Rodzaj z podrodziny Toddalioideae z rodziny rutowatych Rutaceae.
Wykaz gatunków
- Ptelea aptera Parry
- Ptelea trifoliata L. – parczelina trójlistkowa
- Ptelea crenulata Greene